# ألان بورتر (مصور)
ألان بورتر هو مصور ومحرر سويسري، ولد في 29 أبريل 1934 في فيلادلفيا في الولايات المتحدة.